# Chloe Salaman
Chloe Salaman (nacida c. 1960) es una actriz de cine y televisión inglesa.[cita requerida]

## Carrera
Ha aparecido en varias películas y varias producciones televisivas que incluyen apariciones como la Princesa Elspeth en la película de fantasía Dragonslayer (1981) y Sarah Churchill en Winston Churchill: The Wilderness Years (1981), una miniserie televisiva de ocho partes. En el mismo año  tomó el papel principal como Fanny Hooper en la miniserie televisiva de la BBC Fanny by Gaslight, basada en la novela homónima de Michael Sadleir.

## Vida personal
Salaman vive en Sussex Occidental, Inglaterra. 